# Wereldpodiumlezing
De Wereldpodiumlezing, voorheen Peerke Donderslezing, is een lezing die sinds 2009 wordt uitgesproken in Tilburg rondom het thema wereldburgerschap (kosmopolitisme). De lezing vindt jaarlijks of om de twee jaar plaats in de maand oktober of november en wordt georganiseerd door het Wereldpodium in samenwerking met lokale partnerorganisaties.

## Geschiedenis
Naar aanleiding van het tweehonderdste geboortejaar van Peerke Donders, een Tilburgse missionaris in Suriname, organiseerde het Wereldpodium in oktober 2009 de eerste Peerke Donderslezing. Deze vond plaats in theater Midi en werd uitgesproken door de toen net aangetreden Commissaris der Koningin van Noord-Brabant Wim van de Donk. Met de lezing startte de organisatie onder hoofdredactie van Ralph Bodelier een nieuwe traditie in de stad Tilburg, die van oudsher een sterke Derde Wereld-beweging heeft gekend.
In 2018, onder hoofdredacteur Joyce van der Horst, werd het logo van de lezing aangepast. Het oude beeldmerk liet een missionaris zien die hoog op een stoel gezeten twee Surinamers aan zijn voeten voorleest. Bij de 8e Peerke Donderslezing op 22 november 2020 maakte het Wereldpodium bekend dat het de naam van de lezing verandert in Wereldpodiumlezing. De oude naam wordt als een beperking gezien in het licht van huidig denken over de 'westerse weldoener' in verleden en heden. 'Wereldpodiumlezing' biedt volgens de organisatie meer ruimte aan het bestaan van meerdere perspectieven naast elkaar.

## Lijst van sprekers
- 2009:	Wim van de Donk over geloven in Duurzame Ontwikkeling
- 2010:	Guy Verhofstadt over wat Afrika van Europa mag verwachten
- 2011:	Femke Halsema over de middenklassen in het westen en in Afrika
- 2013:	Lilianne Ploumen over hoe het bedrijfsleven extreme armoede kan bestrijden
- 2014:	Katinka Simonse over hoe Kunst de wereld kan veranderen
- 2016:	Gloria Wekker over witte onschuld in postkoloniaal Nederland
- 2018:	Petra Stienen over mensenrechten, vrijheid en democratie in de Arabische wereld
- 2020:	Akwasi Owusu Ansah over Impact maken om de samenleving te verbeteren